# Eumops underwoodi
Eumops underwoodi (Goodwin, 1940) è un pipistrello della famiglia dei Molossidi diffuso in America settentrionale e centrale.

## Descrizione

### Dimensioni
Pipistrello di medie dimensioni, con la lunghezza della testa e del corpo tra 85 e 112 mm, la lunghezza dell'avambraccio tra 66 e 74 mm, la lunghezza della coda tra 50 e 64 mm, la lunghezza del piede tra 15 e 20 mm, la lunghezza delle orecchie tra 24 e 33 mm e un peso fino a 59 g.

### Aspetto
La pelliccia è lunga e soffice, con delle lunghe setole sulla groppa. Le parti dorsali sono bruno-grigiastre o bruno-rossastre con la base dei peli bianca, mentre le parti ventrali sono bruno-grigiastre chiare. La testa è larga ed appiattita, le labbra sono lisce. Le orecchie sono relativamente corte, larghe, triangolari, piegate in avanti e unite alla base anteriore. Il trago è piccolo ed arrotondato, mentre l'antitrago è grande e semi-circolare. Le ali sono attaccate posteriormente sulle caviglie. La coda è lunga, tozza e si estende per circa la metà oltre l'uropatagio. Il calcar è frangiato con corti peli. Il cariotipo è 2n=48 FNa=56.

## Biologia

### Comportamento
Si rifugia in piccoli gruppi nelle cavità degli alberi. L'attività predatoria inizia dopo il tramonto. Il suo volo è rapido e diretto e viene effettuato ad altezze elevate.

### Alimentazione
Si nutre di insetti, particolarmente formiche volanti, grandi scarafaggi e cavallette.

### Riproduzione
Femmine gravide sono state catturate in America centrale tra luglio ed agosto. Danno alla luce un piccolo alla volta a giugno o luglio.

## Distribuzione e habitat
Questa specie è diffusa dall'Arizona centro-meridionale, lungo il Messico occidentale fino al Nicaragua nord-occidentale, eccetto la Penisola dello Yucatán.
Vive foreste secche e zone aride fino a 1.300 metri di altitudine.

## Tassonomia
Sono state riconosciute 2 sottospecie:
- E.u.underwoodi: Messico occidentale, dallo stato di Chihuahua fino al Guatemala, Belize, Honduras meridionale, El Salvador, Nicaragua occidentale e Costa Rica nord-occidentale;
- E.u.sonoriensis (Benson, 1947): Arizona centro-meridionale e stato messicano di Sonora.

## Conservazione
La IUCN Red List, considerato il vasto areale e la popolazione presumibilmente numerosa, classifica E.underwoodi come specie a rischio minimo (Least Concern)).